# Argo (boei)
Argo is een observatiesysteem voor de oceanen, dat real-time gegevens levert voor gebruik in klimaat-, weer-, oceanografisch en visserijonderzoek. Argo bestaat uit een grote verzameling van kleine robotsondes die met de stromingen in de oceaan over de hele wereld worden meegevoerd. De sondes pendelen tussen het wateroppervlak en ongeveer 2 km diepte. Ze meten de geleidbaarheid, de temperaturen en de waterdruk, en bepalen aan het oppervlak hun exacte positie. Daaruit worden zoutgehalte, dichtheid en het traject berekend. Elke 10 dagen worden deze gegevens via een satelliet doorgegeven aan wetenschappers aan de wal. De verzamelde gegevens zijn vrij beschikbaar voor iedereen, zonder beperkingen. Het oorspronkelijke project doel was om steeds 3000 sondes gelijktijdig in werking te hebben, te beginnen in november 2007.

## Internationale samenwerking
Het Argo-programma is een samenwerking tussen 50 onderzoeksinstanties en operationele diensten in 31 landen (zie bovenstaande kaart). Argo is een onderdeel van het Integrale Waarnemingssysteem voor de Oceanen.
Landen en/of instituten werken onder eigen verantwoording mee aan het Argo project. Om de bijdragen van de meewerkende Europese landen te coördineren en gezamenlijk op te kunnen treden bij het verwerven van fondsen werken tien landen eraan om hun inspanningen in een Europees samenwerkingsverband namens Euro Argo te bundelen.

## Werking van de sondes
De sondes van het Argo-programma zijn ontworpen om elke 10 dagen vanuit een diepte van 2 km op te duiken en daarbij voortdurend temperatuur en zoutgehalte te meten. Deze metingen vullen de metingen van het zeeoppervlak vanuit satellieten aan. Deze satellieten, de zogenoemde Topex/Poseidon en Jason-1, meten veranderingen in de waterhoogte. De Argo-sondes meten de veranderingen in temperatuur en zoutgehalte onder water. Uit de combinatie van deze metingen kunnen veranderingen in de oceaanstromen worden afgeleid.
Argo is vernoemd naar het Griekse mythische schip Argo waarmee Jason en de Argonauten voeren op hun zoektocht naar het Gulden Vlies. De naam is gekozen om de complementariteit van het project met de Jason-1 satelliet die de waterhoogte meet te benadrukken.
Van 1990 tot 1998 zijn voor het eerst vrij drijvende meetboeien ingezet tijdens het World Ocean Circulation Experiment. De eerste sondes in het kader van het Argo-programma werden uitgezet vanaf het begin van deze eeuw. Het beoogde aantal van 3.000 werd bereikt tijdens het seizoen 2006-2007. Het aantal in werking zijnde sondes verandert voortdurend doordat sommigen kapotgaan, terwijl er ook per jaar zo’n 750 nieuwe worden uitgezet. De sondes worden zodanig uitgezet dat ze gemiddeld zo’n 300 km uit elkaar liggen, hoewel de exacte afstand voortdurend verandert, afhankelijk van de zeestromingen.
De metingen geven waardevolle informatie over de het verloop van temperatuur zoutgehalte en stromingen in de oceaan, met inbegrip van de variaties daarvan over de seizoenen en meerjarige periodes (als de El Niño-La Niña cyclus).

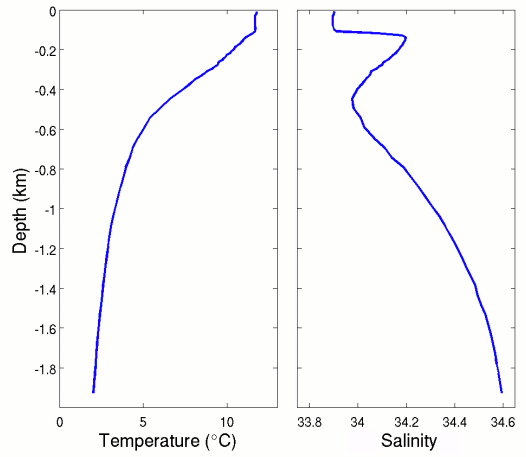
Voorbeelden van diepteprofielen van temperatuur en zoutgehalte gemeten door een Argo-sonde in het midden van de Noordelijke Pacific (38,4°N, 155.3°W) op 8 april 2005.

### Metingen
De Argo-sonde zweeft ongeveer 9 dagen lang bij een vaste druk rond de 1000 meter diepte. Daarna zakken ze in ongeveer twee uur naar een hogere druk rond de 2000 meter diep, om vervolgens snel op te stijgen naar het oppervlak terwijl onderweg voortdurend druk, temperatuur en zoutgehalte worden gemeten. De sonde blijft vervolgens een dag aan de oppervlakte om de gegevens via een satellietverbinding te verzenden naar een grondstation en de satelliet hun koers aan het zeeoppervlak kan bepalen. De sonde zinkt dan weer tot 1000 meter. Dit wordt elke 10 dagen herhaald.
Om de gegevens voor een breed publiek toegankelijk te maken en te laten zien wat er in het inwendige van de oceanen zoal gebeurt, is er door Euro Argo een educatieve website ontworpen waar meer informatie over Argo, de techniek en de interpretatie van de resultaten te vinden is.

### Sensoren
Er zijn inmiddels verschillende soorten sondes met verschillende meetapparatuur. De Bio-Argo-sondes bijvoorbeeld meten naast temperatuur en zoutgehalte ook de hoeveelheid chlorofyl met optische sensoren die de weerkaatsing kwantificeren. Andere sondes hebben sensoren voor het meten van zuurstof.

## Sonde

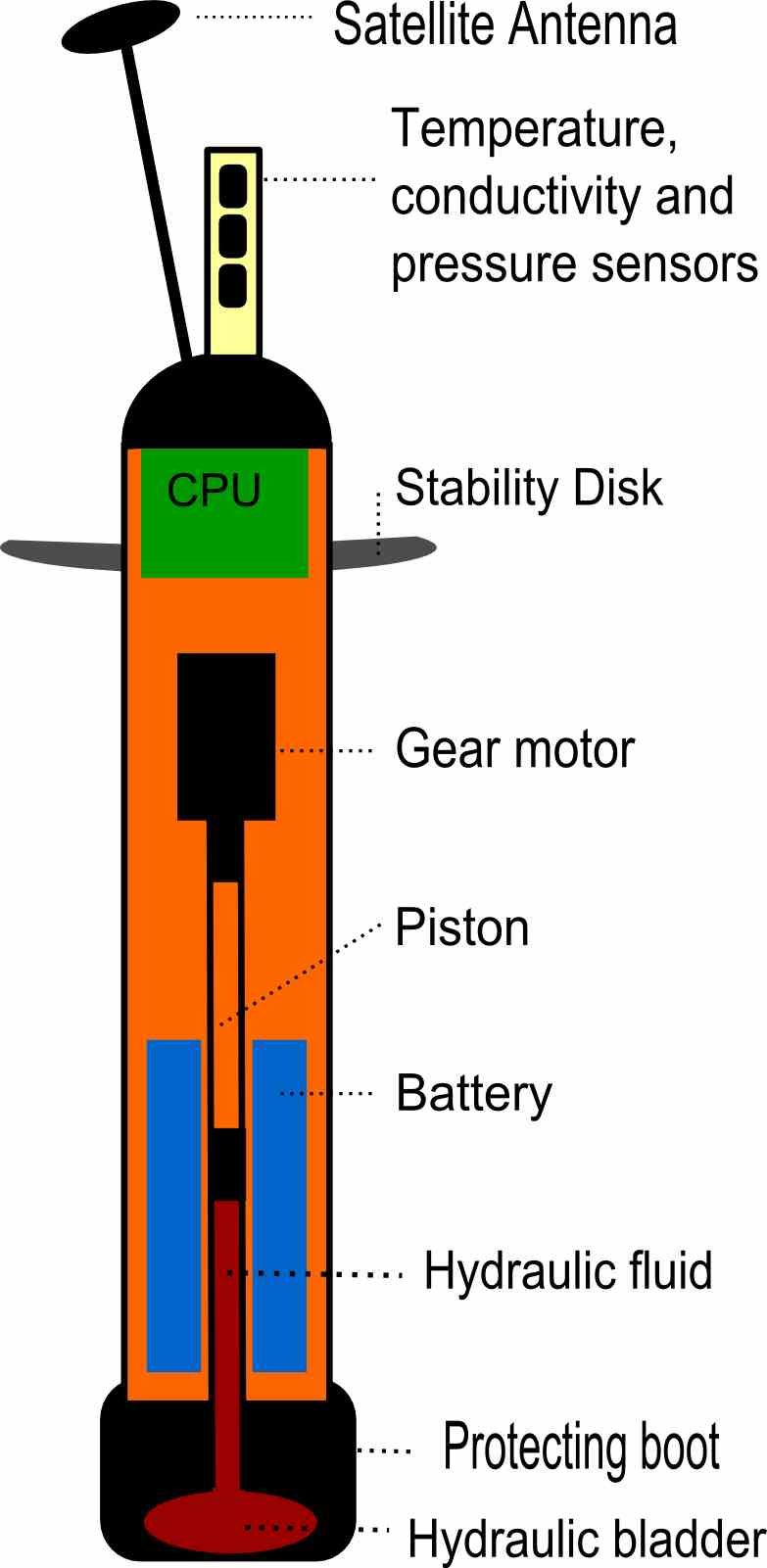
Schematische doorsnede van een Argo float sonde. De is sonde is ongeveer 2 meter hoog. De antenne en sensoren zijn gemonteerd aan de bovenkant.

De unieke eigenschap van een Argo-sonde is het vermogen te zweven, zinken, stijgen en drijven, volgens een geprogrammeerde schema. De sondes bereiken dit door hun volume te veranderen. De sonde heeft een constant gewicht, maar door het veranderen van het volume, verandert de dichtheid. Een hydraulische zuiger duwt olie tegen een rubber vlies. Als het vlies naar buiten wordt gedrukt, wordt de sonde lichter en stijgt ze op. Nadat de gegevens zijn verzonden wordt het vlies weer naar binnen gezogen, wordt de sonde zwaarder en zinkt ze.
De antenne voor satellietcommunicatie is gemonteerd aan de bovenzijde van de sonde. Doordat de sonde hoog en smal is met een laagliggend zwaartepunt, is de sonde aan het oppervlak erg stabiel en is de communicatie met de satelliet ook bij heftige golfslag gegarandeerd. De oceaan is zout, dus een elektrische geleider, zodat de radiocommunicatie van onder het zeeoppervlak lastig is.
De sondes zijn ontworpen voor een levensduur vijf jaar. Als de accu leeg is, zinken ze naar de bodem of spoelen heel soms aan.

## Gegevenstoegang
Argo is een uniek onderzoeksprogramma omdat alle gegevens vrij ter beschikking staan aan iedereen en meestal binnen 24 uur kunnen worden gedownload, via het world wide web van twee data servers.

### Gegevensformaat
Hoewel 31 landen meedoen zijn alle gegevens beschikbaar op hetzelfde format.

## Resultaten
Het is nog niet mogelijk om Argo gegevens te gebruiken om veranderingssignalen op wereldschaal te detecteren. De tijdreeks is nog niet lang genoeg om significant te kunnen zijn.

### Argo data resultaat fouten
In 2006 leken de gegevens van de Argo-sondes op een temperatuurdaling te wijzen. In februari 2007 heeft de auteur van het artikel, Josh Willis, ontdekt dat er problemen waren met de gegevens die worden gebruikt voor de analyse. Na eliminatie van onjuiste gegevens, leek er nog altijd sprake van afkoeling, maar dit was niet statistisch significant.

### Gegevens resultaten van 2008 en daarna
Takmeng Wong en Bruce A. Wielicki publiceerde een artikel waarin correcties in de gegevens van Argo floats in het NASA tijdschrift "The Earth Observer, 20(1), 16-19". In een artikel gepubliceerd op de NASA Earth Observatory-website beweert Josh Willis dat na het verwijderen van de foute temperatuurmetingen de Argo-gegevens laten zien dat de wereldzeeën netto warmte hebben opgenomen.

## De Nederlandse bijdrage
Sinds 2004 doet ook Nederland mee aan het Argo-project. Op kosten van het KNMI werden toen drie profilers aangeschaft. Het onderzoeksschip Pelagia van het NIOZ heeft ze meegenomen op een reis in de Noord Atlantische Oceaan en eind augustus tussen Spanje en Rockall (een klein eiland ten westen van Schotland) te water gelaten. In de volgende jaren konden meer floats worden aangeschaft, met als voorlopig hoogtepunt 11 in 2008. Tot medio 2011 zijn 48 Nederlandse floats de zee in gegaan. Zestien ervan zijn er inmiddels mee gestopt, waarvan een al na een jaar, en eentje heeft helemaal niet gewerkt. Daar staat tegenover dat sommige andere floats het ook na meer dan zes jaar nog uitstekend doen, terwijl de verwachte levensduur van zo'n float maar vier jaar bedraagt.

## Externe Nederlandstalige link
- Nederlandse argo project

## Externe Engelstalige links
- Euro Argo educational website
- The Argo Portal
- International Argo Information Centre
- Argo at the Scripps Institution of Oceanography, San Diego
- Realtime Interactive Map
- Realtime Google Earth File
- Coriolis Global Argo Data Server - EU Mirror
- FNMOC Global Argo Data server - US Mirror
- NOAA/Pacific Marine Environmental Laboratory profiling float project deploys floats as part of the Argo program, provides data on-line, and is active in delayed-mode salinity calibration and quality control for US Argo floats.
- How Argo views changing conditions in the Gulf of Alaska
- Government of Canada, Department of Fisheries and Oceans, Argo Project
- A New World View Argo explorations article by Scripps Institution of Oceanography
- The Argo Blog
- JCOMMOPS
- ARGO on NOSA